# Третынко, Станислав Сергеевич
Станислав Сергеевич Третынко (род. 30 декабря 1993 года) — украинский, российский гандболист, вратарь российского клуба «Виктор» и сборной России.

## Карьера
Заниматься гандболом начал в городе Запорожье (Украина) в клубе ZTR. Играл за «Буревестник» (Луганск).
Профессиональную карьеру продолжил в России — в клубе «Динамо» (Челябинск) и «СГАУ-Саратов». В сезоне 2022/23 выступал за ЦСКА, в составе которого стал чемпионом России. Перед сезоном 2023/24 перешёл в «Виктор».

## Титулы
- чемпион Высшей лиги Украины 2013/14
- чемпион Высшей лиги России 2017/18
- чемпион Суперлиги России 2022/23